# Lubián
Lubián ist ein nordwestspanischer Ort und eine Gemeinde (municipio) mit 290 Einwohnern (Stand: 2024) im Osten der Provinz Zamora der Autonomen Gemeinschaft Kastilien-León. Die Gemeinde besteht neben dem Hauptort Lubián aus den Ortschaften Chanos, Aciberos, Padornelo, Hedroso und Las Hedradas.

## Lage
Lubián liegt in der kastilischen Hochebene in einer Höhe von etwa 1030 m. Die Provinzhauptstadt Zamora ist etwa 110 Kilometer (Fahrtstrecke) in südöstlicher Richtung entfernt. Durch das Gemeindegebiet führt die Autovía A-52. Zahlreiche Berge befinden sich in der Gemeinde. Das Klima im Winter ist durchaus kalt, im Sommer dagegen warm bis heiß, Regen (1201&mm/Jahr) fällt verteilt übers ganze Jahr.

## Bevölkerungsentwicklung
| Jahr      | 1970 | 1981 | 1991 | 2001 | 2011 | 2021 |
| Einwohner | 892  | 586  | 441  | 367  | 354  | 306  |

## Sehenswürdigkeiten

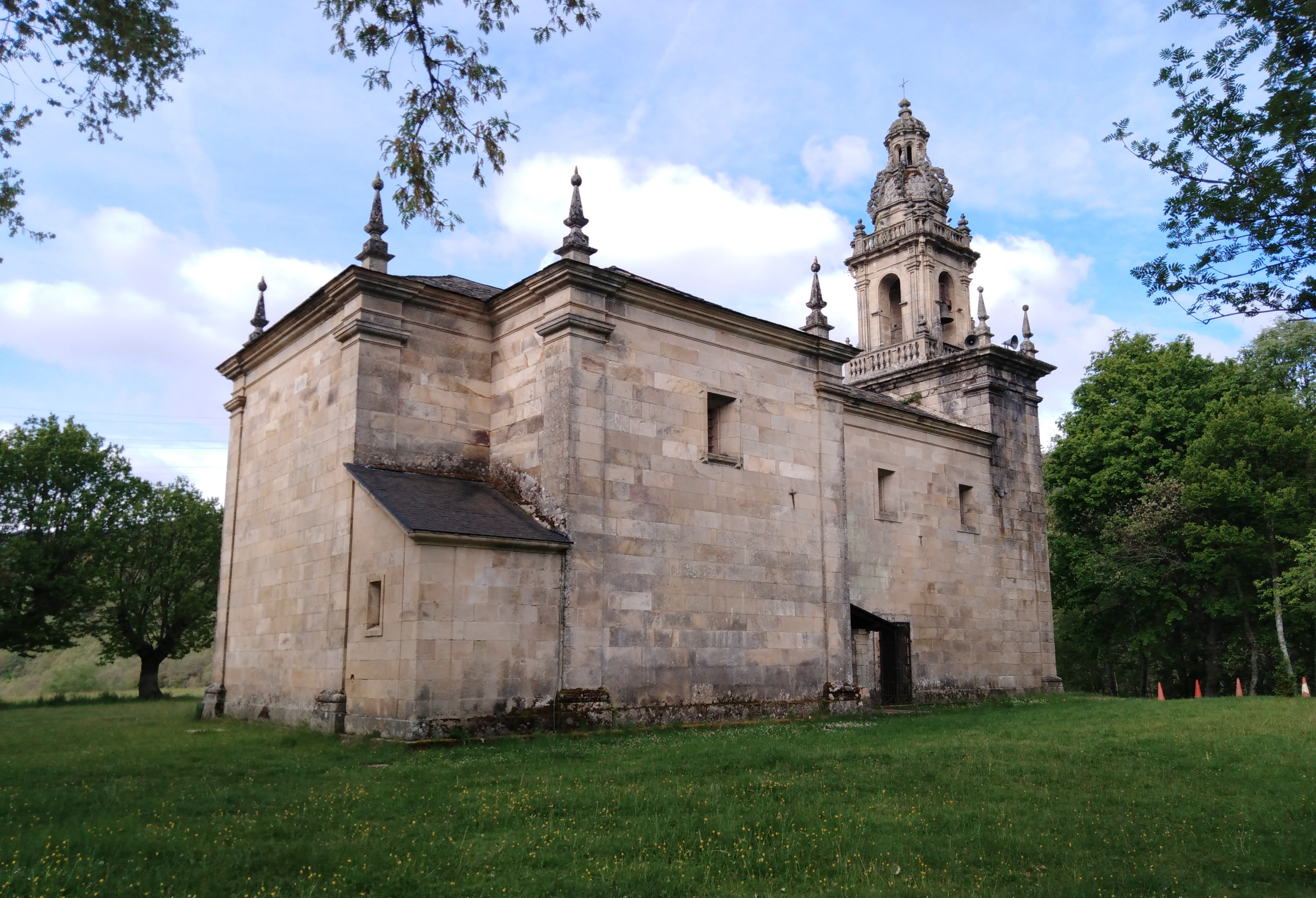
Marienheiligtum
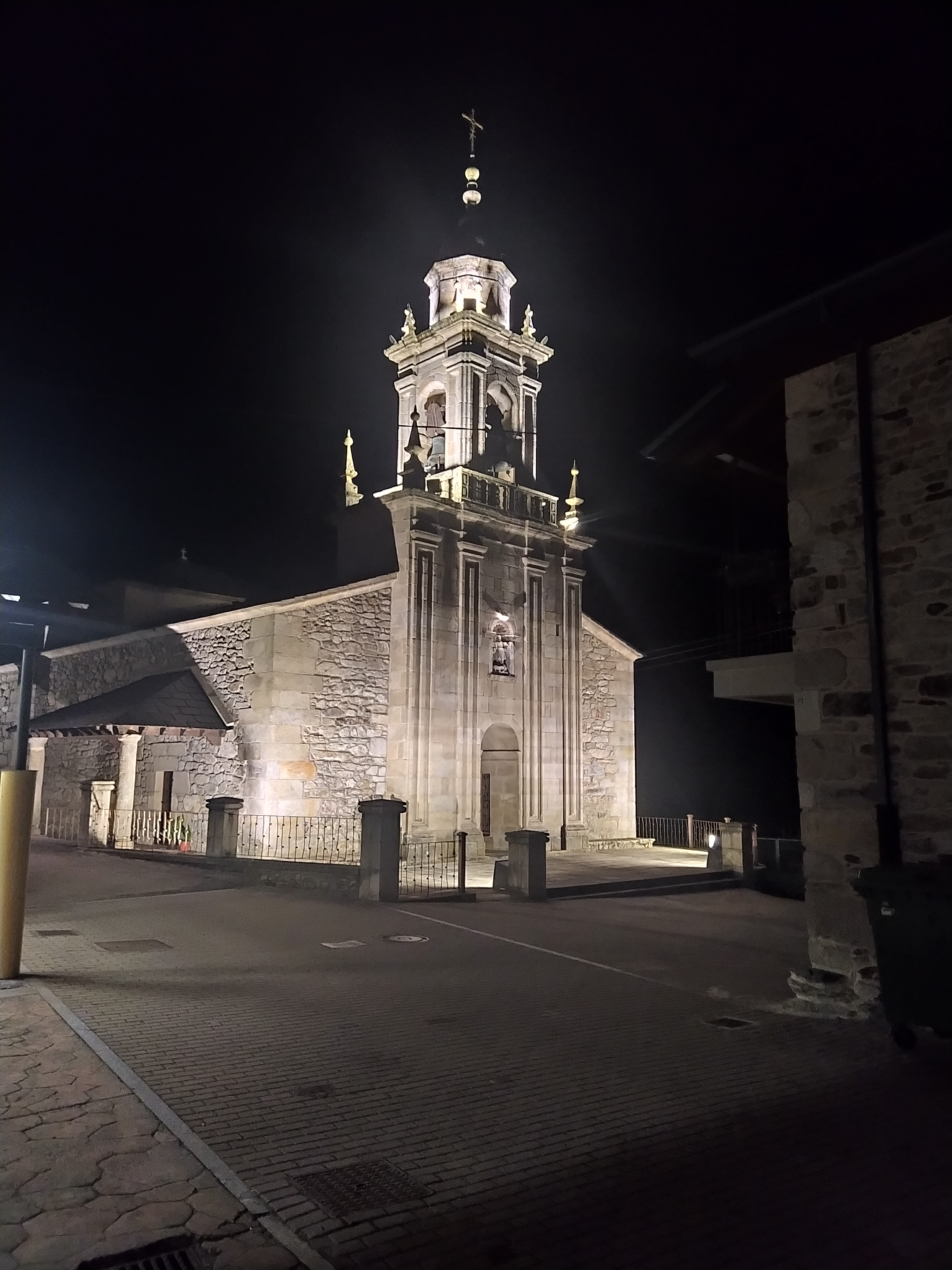
Mameskirche in Lubián

- Marienheiligtum
- Mameskirche